# Paulo Pedro Gonçalves
Paulo Pedro Gonçalves é um músico e cantor português.

## Percurso Musical
Foi um dos fundadores, juntamente com Pedro Ayres Magalhães, dos Faíscas, a primeira banda portuguesa de punk rock formada em 1977, onde desempenhava as funções de vocalista e guitarrista.  Em 1979 integra os Corpo Diplomático, banda pioneira do movimento new wave em Portugal.  Com a explosão do boom do rock português ajuda a formar em 1981 os Heróis do Mar, banda de grande sucesso que atinge, com a canção "Amor", o número 1 de vendas no top nacional. 
Em conjunto com Rui Pregal da Cunha fundou os LX-90, editando o álbum "Uma Revolução por Minuto".  Posteriormente emigraram para Inglaterra e alteraram o nome do grupo para Kick Out The Jams. Lançam em 1994 o álbum "Santo António em Abril" cantado em inglês. 
Ainda lançou dois discos, em 1998 e 2012, com o projecto Ovelha Negra. 

## Outros Projectos
Paulo Pedro Gonçalves abriu em Londres, um atelier/loja chamado Pavement. Ele e a esposa Andreia começaram, desde então, a "costumizar" roupa. Vestiram ilustres nomes como David Bowie e Blur. Também participaram na criação de roupa para o filme "Velvet Goldmine". Retornaram depois ao país natal, por um breve período, onde abriram a Loja Crucifixo, em Lisboa. Foi ainda elemento integrante do grupo Delfins.